# Жамбил (Курмангазинський район)
Жамби́л (каз. Жамбыл) — село у складі Курмангазинського району Атирауської області Казахстану. Входить до складу Нуржауського сільського округу.
У радянські часи село називалось Татарський або Джамбул.
Населення — 647 осіб (2021; 565 у 2009, 785 у 1999, 374 у 1989).